# Вердун-при-Уршних Селих
Вердун-при-Уршних Селих (словен. Verdun pri Uršnih selih) — поселення в общині Доленьське Топлице, регіон Південно-Східна Словенія, Словенія. Висота над рівнем моря: 227,8 м.